# Pokennips dentipes
Pokennips dentipes là một loài nhện trong họ Cyatholipidae. Chúng là loài duy nhất trong chi Pokennips.